# George Grey (Skilangläufer)
George Grey (* 22. Januar 1979 in Sidcup) ist ein ehemaliger kanadischer Skilangläufer.

## Werdegang
Grey nahm von 1998 bis 2011 an Wettbewerben der Fédération Internationale de Ski teil. Sein erstes Weltcuprennen lief im Januar 2001 in Soldier Hollow, welches er auf dem 46. Platz im 30-km-Massenstartrennen beendete. Seine besten Ergebnisse bei den nordischen Skiweltmeisterschaften 2003 im Val di Fiemme waren der 39. Platz über 15 km klassisch und der 15. Rang mit der Staffel. Bei den nordischen Skiweltmeisterschaften 2005 in Oberstdorf erreichte er den 19. Platz im Sprint und den sechsten Rang im Teamsprint. Im Dezember 2005 holte er in Canmore mit dem 16. Platz über 15 km Freistil seine ersten Weltcuppunkte. Seine besten Resultate bei den Olympischen Winterspielen 2006 in Pragelato waren der 25. Platz im Skiathlon und der 11. Rang im Teamsprint und mit der Staffel. Die Tour de Ski 2006/07 beendete er auf dem 43. Platz. Bei den nordischen Skiweltmeisterschaften 2007 in Sapporo belegte er den 25. Platz im 30-km-Skiathlonrennen und den 11. Rang in der Staffel. In der Saison 2008/09 konnte er in Whistler mit dem dritten Platz im Teamsprint seinen ersten und einzigen Podestplatz im Weltcup erringen und erreichte in Oberhof mit dem neunten Platz im Prologrennen der Tour de Ski 2008/09 seine beste Platzierung im Weltcupeinzel. Die Saison 2008/09 beendete er auf dem 85. Platz in der Weltcupgesamtwertung und dem 53. Rang in der Distanzwertung. Dies waren seine besten Weltcupgesamtplatzierungen. Bei den nordischen Skiweltmeisterschaften 2009 in Liberec belegte er den 21. Platz über 15 km klassisch, den neunten Rang im Teamsprint und den sechsten Platz mit der Staffel. Seine besten Ergebnisse bei den Olympischen Winterspielen 2010 in Vancouver waren der achte Platz im 30-km-Skiathlonrennen und der siebte Rang mit der Staffel. In der Saison 2010/11 startete er vorwiegend beim Nor Am Cup, den er mit dem dritten Platz in der Gesamtwertung beendete. Seine besten Platzierungen bei den nordischen Skiweltmeisterschaften 2011 in Oslo waren der 46. Platz im Skiathlon und der zwölfte Platz mit der Staffel. Zum Ende seiner Karriere startete er bei den kanadischen Skilanglaufmeisterschaften 2011 in Canmore, wo er dreimal Gold gewann.

## Teilnahmen an Weltmeisterschaften und Olympischen Winterspielen

### Olympische Spiele
- 2006 Turin: 11. Platz Teamsprint klassisch, 11. Platz Staffel, 25. Platz 30 km Skiathlon, 31. Platz 15 km klassisch, 44. Platz 50 km Freistil Massenstart
- 2010 Vancouver: 7. Platz Staffel, 8. Platz 30 km Skiathlon, 18. Platz 50 km klassisch Massenstart, 29. Platz 15 km Freistil

### Nordische Skiweltmeisterschaften
- 2003 Val di Fiemme: 15. Platz Staffel, 39. Platz 15 km klassisch, 62. Platz 2 × 10 km Doppelverfolgung
- 2005 Oberstdorf: 6. Platz Teamsprint Freistil, 13. Platz Staffel, 19. Platz Sprint klassisch, 32. Platz 30 km Skiathlon
- 2007 Sapporo: 11. Platz Staffel, 25. Platz 30 km Skiathlon, 70. Platz 15 km Freistil
- 2009 Liberec: 5. Platz Staffel, 9. Platz Teamsprint klassisch, 21. Platz 15 km klassisch
- 2011 Oslo: 12. Platz Staffel, 46. Platz 30 km Skiathlon, 57. Platz 15 km klassisch

## Platzierungen im Weltcup

### Weltcup-Statistik
Die Tabelle zeigt die erreichten Platzierungen im Einzelnen.
- 1.–3. Platz: Anzahl der Podiumsplatzierungen
- Top 10: Anzahl der Platzierungen unter den ersten zehn
- Punkteränge: Anzahl der Platzierungen innerhalb der Punkteränge
- Starts: Anzahl gelaufener Rennen in der jeweiligen Disziplin
- Hinweis: Bei den Distanzrennen erfolgt die Einordnung gemäß FIS.

| Platzierung         | Distanzrennen a | Distanzrennen a | Distanzrennen a | Distanzrennen a | Distanzrennen a | Skiathlon Verfolgung | Sprint | Etappen- rennen b | Gesamt | Team c | Team c  |
| Platzierung         | ≤ 5 km          | ≤ 10 km         | ≤ 15 km         | ≤ 30 km         | > 30 km         | Skiathlon Verfolgung | Sprint | Etappen- rennen b | Gesamt | Sprint | Staffel |
| ------------------- | --------------- | --------------- | --------------- | --------------- | --------------- | -------------------- | ------ | ----------------- | ------ | ------ | ------- |
| 1. Platz            |                 |                 |                 |                 |                 |                      |        |                   |        |        |         |
| 2. Platz            |                 |                 |                 |                 |                 |                      |        |                   |        |        |         |
| 3. Platz            |                 |                 |                 |                 |                 |                      |        |                   |        | 1      |         |
| Top 10              | 1               |                 |                 |                 |                 |                      |        |                   | 1      | 3      |         |
| Punkteränge         | 3               |                 | 8               | 1               |                 | 3                    | 2      |                   | 17     | 7      | 6       |
| Starts              | 3               | 4               | 35              | 7               | 6               | 18                   | 27     | 2                 | 102    | 7      | 6       |
| Stand: Karriereende |                 |                 |                 |                 |                 |                      |        |                   |        |        |         |

### Weltcup-Gesamtplatzierungen
| Saison  | Gesamt | Gesamt | Distanz | Distanz | Sprint | Sprint |
| Saison  | Punkte | Platz  | Punkte  | Platz   | Punkte | Platz  |
| ------- | ------ | ------ | ------- | ------- | ------ | ------ |
| 2005/06 | 26     | 113.   | 20      | 83.     | 6      | 69.    |
| 2006/07 | 7      | 143.   | 7       | 92.     | -      | -      |
| 2007/08 | 23     | 102.   | 23      | 60.     | -      | -      |
| 2008/09 | 55     | 85.    | 55      | 53.     | -      | -      |
| 2009/10 | 31     | 120.   | 31      | 74.     | -      | -      |